# Everyday III
Everyday III (zapis stylizowany: Girl’s Day Everyday III) – trzeci minialbum grupy Girl’s Day, wydany 3 stycznia 2014 roku. Płytę promował singel „Something”. Sprzedał się w nakładzie 20 814 egzemplarzy w Korei Południowej (stan na grudzień 2014).

## Informacje o albumie
Minialbum zajął 3. miejsce na tygodniowej liście Gaon Album Chart. W drugim tygodniu spadł na 11. miejsce, a w trzecim na 29. W czwartym tygodniu wskoczył na 12. miejsce, a w ósmym tygodniu powrócił na 11. miejsce. Everyday 3 spędził w sumie trzynaście kolejnych tygodni na liście albumów.
Minialbum zajął 12. miejsce w miesięcznym wykresie Gaon Album Chart za styczeń 2014, z 9 593 sprzedanymi kopiami fizycznymi. Znalazł się również na 77. miejscu, na liście Gaon Album na koniec 2014 roku, z 20 814 sprzedanymi egzemplarzami.

## Lista utworów
| CD | CD                                     | CD                        | CD                           | CD                          | CD      |
| Nr | Tytuł utworu                           | Tekst                     | Kompozycja                   | Aranżacja                   | Długość |
| -- | -------------------------------------- | ------------------------- | ---------------------------- | --------------------------- | ------- |
| 1. | „G.D.P Intro”                          | David Kim                 | David Kim, Radio Galaxi      | Radio Galaxi                | 1:34    |
| 2. | „Something”                            | Duble Sidekick            | Duble Sidekick               | Chancellor                  | 3:20    |
| 3. | „Hwiparam” (kor. 휘파람, ang. Whistle) | Duble Sidekick            | Duble Sidekick, Radio Galaxi | Park Cheol-ho, Radio Galaxi | 3:34    |
| 4. | „Show You”                             | Duble Sidekick, David Kim | Lee Yong-hwan, Tenzo&Tasco   | Tenzo&Tasco                 | 4:00    |
| 5. | „Something” (Inst.)                    |                           | Duble Sidekick               | Chancellor                  | 3:20    |

## Notowania
| Lista                    | Pozycja |
| ------------------------ | ------- |
| Gaon Weekly Album Chart  | 3       |
| Gaon Monthly Album Chart | 12      |